# Ogmodera sulcata
Ogmodera sulcata là một loài bọ cánh cứng trong họ Cerambycidae.